# Nam Sơn, Tam Điệp
Nam Sơn là một phường thuộc thành phố Tam Điệp, tỉnh Ninh Bình, Việt Nam.

## Địa lý
Phường Nam Sơn có vị trí địa lý:
- Phía đông giáp xã Đông Sơn
- Phía nam và tây nam giáp tỉnh Thanh Hóa
- Phía bắc giáp các phường Trung Sơn, Tây Sơn và xã Quang Sơn.

Phường Nam Sơn có diện tích là 13,39 km², dân số năm 2019 là 8.408 người, mật độ dân số đạt 628 người/km².
Đây là một phường có đường Quốc lộ 1 xuyên Việt đi qua và cũng là phường nằm ở vị trí cửa ngõ phía Nam Bắc Bộ. Phường cách thành phố Hoa Lư 18 km.

## Hành chính
Phường Nam Sơn được chia thành 21 tổ dân phố: 2, 4, 5, 6, 7, 8, 9, 10, 11, 12, 13, 14, 15, 16, 17, 18, 19, 20, 21, 22, 23.

## Lịch sử
Ngày 17 tháng 12 năm 1982, Hội đồng Bộ trưởng ban hành Quyết định số 200-HĐBT về việc thành lập phường Nam Sơn thuộc thị xã Tam Điệp mới thành lập trên cơ tách một phần diện tích và nhân khẩu của thị trấn Tam Điệp và hai xã Yên Bình, Yên Sơn thuộc huyện Tam Điệp.
Ngày 26 tháng 12 năm 1991, Quốc hội ban hành Nghị quyết về việc tái lập tỉnh Ninh Bình từ tỉnh Hà Nam Ninh cũ và phường Nam Sơn thuộc thị xã Tam Điệp, tỉnh Ninh Bình.
Ngày 9 tháng 4 năm 2007, Chính phủ ban hành Nghị định số 62/2007/NĐ-CP về việc thành lập phường Tây Sơn trên cơ sở điều chỉnh 37,71 ha diện tích tự nhiên và 1.429 người của phường Nam Sơn.
Sau khi điều chỉnh địa giới hành chính, phường Nam Sơn còn lại 1.340,77 ha diện tích tự nhiên và 7.962 nhân khẩu.
Ngày 10 tháng 4 năm 2015, Ủy ban Thường vụ Quốc hội ban hành Nghị quyết số 904/NQ-UBTVQH13 về việc thành lập thành phố Tam Điệp thuộc tỉnh Ninh Bình và phường Nam Sơn trực thuộc thành phố Tam Điệp.

## Kinh tế
Nhà máy xi măng Hướng Dương công suất 2 tiệu tấn 1 năm thuộc Công ty cổ phần xi măng Hướng Dương là doanh nghiệp tư nhân có trụ sở và dây chuyền sản xuất nằm trên diện tích 27 ha thuộc địa bàn phường Nam Sơn.
Hiện nay Lữ đoàn 279 đóng quân trên địa bàn phường Nam Sơn. Chợ Đền Dâu tại tổ 15 là chợ trong danh sách các chợ loại 1, 2, 3 ở Ninh Bình.

## Phòng tuyến Tam Điệp
Nam Sơn cùng với Đông Sơn là địa bàn chính của phòng tuyến Tam Điệp, căn cứ để nhà Tây Sơn phòng thủ trước khi tiến về giải phóng Thăng Long. Trên địa bàn phường Nam Sơn có khu A của quần thể di tích Phòng tuyến Tam Điệp là nơi ghi dấu cuộc chiến tranh giữa nghĩa quân Tây Sơn và quân Thanh.
Năm 1788, 29 vạn quân Thanh kéo sang Việt Nam, với lý do diệt Tây Sơn dựng lại nhà Hậu Lê. Ngô Thì Nhậm chọn đèo Tam Điệp là nơi ngăn cản quân Thanh. Đây là vị trí khá hiểm trở, núi non hùng vĩ như bức tường thành án ngữ giữa hai miền. Đồi núi thung lũng liên hoàn tạo thành khối vững chắc án ngữ Bắc-Nam, giúp Nguyễn Huệ công thủ, tiến thoái cất lương, giấu quân để mùa xuân kỷ dậu (1789) tiến ra kinh thành Thăng Long quét sạch 20 vạn quân Thanh viết nên trang sử vẻ vang của dân tộc Việt nam.
Quần thể di tích lịch sử phòng tuyến Tam Điệp tại thành phố Tam Điệp được công nhận và xếp hạng gồm 2 khu, trong đó khu A thuộc địa phận phường Nam Sơn gồm: Khu A thuộc phường Nam Sơn gồm: đèo Ba Dội (đèo Tam Điệp), Kẽm Đó, lũy Quang Trung, núi Cắm Gươm, núi Cắm Cờ, núi Chong Đèn, núi Hầu Vua, Vương Ngự, gắn với di tích đền Dâu, đền Quán Cháo.
- Đèo Tam Điệp là tên gọi chính thức trong sử sách và địa lý cổ Việt Nam, chỉ con đường thiên lý cổ thời phong kiến từ Thăng Long vào nam, đi qua 3 đoạn đèo giữa hai tỉnh Ninh Bình và Thanh Hóa. Nó là một tổ hợp đèo trên núi Tam Điệp, chạy ra biển theo hướng tây bắc – đông nam, có 3 ngọn. Đèo có tên gọi dân gian là đèo Ba Dội, xuất hiện trong thơ Hồ Xuân Hương, trong tiếng Việt cổ có nghĩa là ba đợt, ba lớp.
- Thành cổ Tam Điệp: phía tây đường Thiên Lý, cách luỹ Tam Điệp độ 200m, còn di tích một thành luỹ cổ gọi là "Đồn Dâu" vì ở gần Đền Dâu. Thành nằm bên cạnh đường Thiên Lý, hình gần vuông, mỗi cạnh dài từ 65 - 70m. Chân thành hiện còn 7m, đoạn thành cao nhất phía tây bắc cao tới 2m. Diện tích trong thành rộng hơn 1 mẫu Bắc Bộ. Đặc biệt, ba thành phía bắc, phía đông và phía nam, khoảng giữa đắp to hơn, rộng hơn. Phía ngoài thành, cả bốn mặt đều có hào, di tích còn lại, có chỗ rộng 4m, sâu chỉ còn từ 0,70 - 1,0m.
- Kẽm đó: là một dãy núi, nhìn từ xa mạch núi khép kín dần, giống như cái đó bắt cá nên có tên là Kẽm Đó hay Lỗ Đó.
- Núi Cắm Gươm: tên núi này trùng với ngọn Kiếp Lĩnh nằm bên bờ sông Hoàng Long ở cố đô Hoa Lư, gắn với truyền thuyết Đinh Bộ Lĩnh thuở nhỏ bị chú đuổi tới sông Hoàng Long, cắm gươm tại bờ sông này.
- Đền Dâu: Nằm ở phường Nam Sơn, thành phố Tam Điệp. Đền thờ công chúa Liễu Hạnh, một trong tứ bất tử của điện thần Việt Nam. Hàng năm diễn ra lễ hội đền từ 20/2 âm lịch và kéo dài đến hết tháng 3 âm lịch.